# Evolution (canción de Korn)
«Evolution» es el primer sencillo del álbum Untitled de Korn. Es una de las cuatro pistas en las cuales Brooks Wackerman de Bad Religion se encarga de la batería.
La canción apareció en la película de 2007 Playground, del director Warren Miller.
El vídeo musical fue dirigido por Dave Meyers, que filmó videos anteriores de la banda ("Did My Time" y "Twisted Transistor"). En el video aparece el baterista temporal de Korn Joey Jordison (Slipknot, Murderdolls) y discute el tema de la involución de una forma pseudocientífica y cómica.
Es parte del falso adelanto de una película llamada Devolution: Nature’s U-Turn, que afirma que el género humano está involucionando rápidamente a una forma más primitiva, y que el gobierno intenta ocultar esta información al público.

## Lista de temas
CD de promoción radial en EE. UU.
1. «Evolution» (Reverse Clean) – 3:37
2. «Evolution» (Super Clean) – 3:38
3. «Evolution» (Álbum Versión) – 3:39

Sencillo en Reino Unido
1. «Evolution» (Álbum Versión) – 3:39
2. «Evolution» (Dave Audé Remix) – 3:41

Vinilo 7" en Reino Unido
1. «Evolution» (Álbum Versión)
2. «I Will Protect You»